# 마스무라 야스조

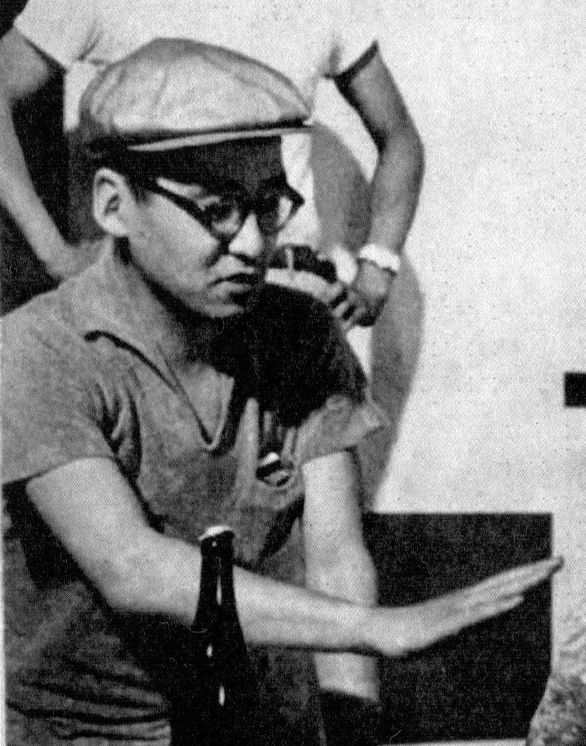

마스무라 야스조(일본어: 増村保造}} 1924년 8월 25일 - 1986년 11월 23일)는 일본 영화감독이다.

## 걸어온 길
야마나시현 고후시에서 태어났다. 옛 고후 중학교, 고후 제일고교를 거쳐 도쿄 대학 법학부를 졸업하였다. 작가 미시마 유키오가 대학동기이다.
1947년에 다이에이 사에 조감독으로 들어갔으며 도쿄 대학 문학부 철학과에 다시 입학하였다. 이후 이탈리아로 건너가
페데리코 펠리니, 루키노 비스콘티에게 사사받았다. 일본으로 돌아와 미조구치 겐지, 이치카와 곤 등의 조감독으로 활동하였고 1957년에 영화 《입맞춤》으로 감독으로 데뷔한다. 두 번째 작품인 《푸른하늘 아가씨》때부터 배우 와카오 아야코와 단짝을 이루어 《아내는 고백한다》, 《세이사쿠의 아내》, 《붉은 천사》등의 작품을 남겼다. 또한 《야쿠자 군대》, 《육군나카노학교》등의 각각 가츠 신타로, 이치카와 라이조가 만든 시리즈 1탄의 감독을 맡아 다이에 영화사의 전성기를 이끌었다.
1958년 영화평론이란 잡지에서 어떤 변명이란 이름으로 평론을 발표하여 내 영화는 근대적 인간상을 일본영화 안에서 그려내는 데 중점을 둔다라고 주장하면서 당시 거장인 나루세 미키오의 영화를 일본사회의 있는 그대로와 소시민의 정서를 그린 자연주의적 풍속영화라고 평하였다.
다이에이 도산 뒤에는 ATG에서 《대지의 아이》, 《소네자키 동반자살》 등을 감독하였고, 가츠 신타로 감독의 가츠 프로덕션과 손을 잡고 《신 야쿠자 군대》등 후기대표작을 만든다.
각본가로서 천재라고 불렸던 시라사카 이시오는 푸른하늘 아가씨에서 소네자키 동반자살까지 마스무라 감독의 총 13편 작품의 각본을 맡아 서로 명콤비를 이루었다. 1970년대 이후에는 다이에이 TV를 중심으로 더 가드맨, 붉은 충격 등 붉은 시리즈, 스튜어디스 이야기 등 텔레비전 드라마의 연출,각본을 맡았다. 일본-이탈리아 합작영화인 에덴동산은 1980년대에 제작되었다.
1986년에 62살의 나이에 뇌출혈로 죽었다. 총 57편의 작품을 남겼으며, 강렬한 자아를 갖고 사랑과 증오를 위해 죽음을 마다하지 않는 개인주의 = 근대 유럽의 인간관 적 세계관을 보여주었다. 모던하고 대담한 연출로 새로운 일본영화를 창출해 냈다.

## 감독 작품
- 1957년 《입맞춤 (くちづけ; Kisses)》
- 1958년 《거인과 완구 (巨人と玩具; Giants and Toys)》
- 1960년 《발에 닿은 여자 (足にさわった女; The Woman Who Touched the Legs)》
- 1961년 《아내는 고백한다 (妻は告白する; A Wife Confessess)》
- 1962년 《검정 테스트 카 (黒の試走車; The Black Test Car)》
- 1962년 《훔친 욕정 (Stolen Pleasure)》
- 1964년 《만지 (卍; All Mixed Up)》
- 1964년 《남편은 보았다 (女の小箱・より 夫が見た; The Husband Witnessed)》
- 1965년 《야쿠자 군대 (兵隊やくざ; The Hoodlum Soldier)》
- 1965년 《세이사쿠의 아내 (清作の妻; Seisaku's Wife)》
- 1966년 《붉은 천사 (赤い天使; Red Angel)》
- 1966년 《문신 (刺青; Tattoo)》
- 1966년 《나카노 스파이 학교 (陸軍中野学校; Nakano Spy School)》
- 1967년 《하나오카 세이슈의 아내 (華岡青洲の妻; The Wife of Seishu Hanaoka)》
- 1967년 《치인의 사랑 (痴人の愛; Love for an Idiot)》
- 1968년 《섹스 체크 (セックス・チェック 第二の性; The Sex Check)》
- 1969년 《눈먼 짐승 (盲獣; Blind Beast)》
- 1976년 《대지의 자장가 (大地の子守歌; Lullaby of the Earth)》
- 1978년 《소네자키 동반자살 (曽根崎心中; Double Suicide of Sonezaki)》